# Dictyocladium monilifer
Dictyocladium monilifer är en nässeldjursart som först beskrevs av Hutton 1873.  Dictyocladium monilifer ingår i släktet Dictyocladium och familjen Sertulariidae. Inga underarter finns listade i Catalogue of Life.